# Клеострат (лунный кратер)
Кратер Клеострат (лат. Cleostratus) — большой древний ударный кратерв северо-западной части видимой стороны Луны. Название присвоено в честь древнегреческого астронома Клеострата Тенедосского (550—430 до н. э.) и утверждено Международным астрономическим союзом в 1935 г. Образование кратера относится к нектарскому периоду.

## Описание кратера
Ближайшими соседями кратера являются кратер Буль на северо-западе; кратер Пифагор на северо-востоке; кратер Энопид на востоке-юго-востоке и кратер Ксенофан на юге-юго-западе. На юго-востоке от кратера Клеострат находится Океан Бурь. Селенографические координаты центра кратера 60°19′ с. ш. 77°24′ з. д. / 60,32° с. ш. 77,4° з. д., диаметр 63,2 км, глубина 4,04 км.
Кратер Клеострат имеет полигональную форму и значительно разрушен за время своего существования, превратившись в понижение местности окруженное возвышенностью. Вал кратера сглажен, юго-западная часть вала перекрыта парой небольших кратеров, в южной части вала находится линейный хребет, северо-западная часть вала частично перекрыта сателлитным кратером Клеострат E. Высота вала над окружающей местностью достигает 1220 м, объем кратера составляет приблизительно 3 300 км3. Дно чаши плоское, отмечено множеством небольших и мелких кратеров, не имеет приметных структур.

## Сателлитные кратеры
| Клеострат | Координаты                                            | Диаметр, км |
| --------- | ----------------------------------------------------- | ----------- |
| A         | 62°40′ с. ш. 77°39′ з. д. / 62,67° с. ш. 77,65° з. д. | 35,6        |
| E         | 60°56′ с. ш. 79°44′ з. д. / 60,93° с. ш. 79,73° з. д. | 21,0        |
| F         | 61°32′ с. ш. 80°35′ з. д. / 61,53° с. ш. 80,58° з. д. | 49,2        |
| H         | 61°17′ с. ш. 81°58′ з. д. / 61,28° с. ш. 81,97° з. д. | 12,7        |
| J         | 61°23′ с. ш. 83°40′ з. д. / 61,39° с. ш. 83,66° з. д. | 20,2        |
| K         | 61°59′ с. ш. 81°05′ з. д. / 61,98° с. ш. 81,08° з. д. | 16,9        |
| L         | 62°17′ с. ш. 79°18′ з. д. / 62,28° с. ш. 79,3° з. д.  | 9,9         |
| M         | 61°30′ с. ш. 75°12′ з. д. / 61,5° с. ш. 75,2° з. д.   | 9,1         |
| N         | 60°37′ с. ш. 73°46′ з. д. / 60,62° с. ш. 73,77° з. д. | 5,3         |
| P         | 59°35′ с. ш. 73°12′ з. д. / 59,58° с. ш. 73,2° з. д.  | 7,1         |
| R         | 58°53′ с. ш. 73°17′ з. д. / 58,89° с. ш. 73,28° з. д. | 6,4         |

- Образование сателлитного кратера Клеострат F относится к нектарскому периоду[1].

## См.также
- Список кратеров на Луне
- Лунный кратер
- Морфологический каталог кратеров Луны
- Планетная номенклатура
- Селенография
- Минералогия Луны
- Геология Луны
- Поздняя тяжёлая бомбардировка